# Verchnjaja Tojma
Verchnjaja Tojma (in russo Верхняя Тойма) è un villaggio (село) russo del verchnetoemskij rajon, nell'oblast' di Arcangelo. Costituisce il centro amministrativo del distretto.